# Velibor Kopunović
Velibor Kopunović (serbisch-kyrillisch Велибор Копуновић; * 25. November 1975 in Subotica) ist ein ehemaliger serbischer Fußballspieler.

## Karriere
Kopunović begann seine Karriere beim FK Spartak Subotica. Im Juli 1996 wechselte er auf die Färöer zum VB Vágur. Im Januar 1997 kehrte er wieder in nach Jugoslawien zurück und wechselte zum FK Čukarički. Zur Saison 1998/99 wechselte er nach Ungarn zum Vác FC. Zur Saison 1999/2000 wechselte der Stürmer nach Deutschland zum Regionalligisten Dynamo Dresden. Für die Dresdner kam er insgesamt zu 25 Einsätzen in der Regionalliga, in denen er einmal traf. Zur Saison 2000/01 wechselte Kopunović innerhalb Deutschlands zum viertklassigen Halleschen FC. In Halle erzielte er 13 Treffer in 30 Einsätzen in der Oberliga. Zur Saison 2001/02 wechselte er zum Ligakonkurrenten FC Sachsen Leipzig, für den er in zwei Spielzeiten zu 40 Oberligaeinsätzen kam und dabei 14 Treffer machte. Mit Sachsen Leipzig stieg er 2003 in die Regionalliga auf.
Nach dem Aufstieg verließ er Deutschland allerdings und wechselte zum österreichischen Zweitligisten Kapfenberger SV. Für die Steirer absolvierte er in der Saison 2003/04 16 Partien in der zweiten Liga, in denen er zwei Tore erzielte. Zur Saison 2004/05 schloss er sich dem fünftklassigen SC Neunkirchen an. Im April 2005 wechselte Kopunović nach Finnland zum Erstligisten Tampere United. In Tampere kam er zu 14 Einsätzen in der Veikkausliiga. Im Herbst 2005 wechselte Kopunović nach China zu Chongqing Lifan.
Im Juli 2006 wechselte der Angreifer ein zweites Mal nach Ungarn, diesmal zu Újpest Budapest. In der ungarischen Hauptstadt absolvierte er in der Saison 2006/07 fünf Partien in der Nemzeti Bajnokság. Zur Saison 2007/08 wechselte er zurück ins nunmehr eigenständige Serbien und schloss sich dem FK Zlatibor Voda an. Zlatibor fusionierte zur Saison 2008/09 mit Spartak Subotica, wodurch er ein zweites Mal bei Spartak unter Vertrag stand. In Subotica kam er zu elf Einsätzen in der Prva Liga. Zur Saison 2009/10 wechselte er nach Griechenland zum unterklassigen Pyrsos Grevena. Im Januar 2010 ging er zu Anagennisi Epanomi, wo er nach der Saison 2009/10 seine Karriere als Aktiver beendete.

## Persönliches
Sein Bruder Goran (* 1967) war ebenfalls Fußballspieler.